# Etnobotanie

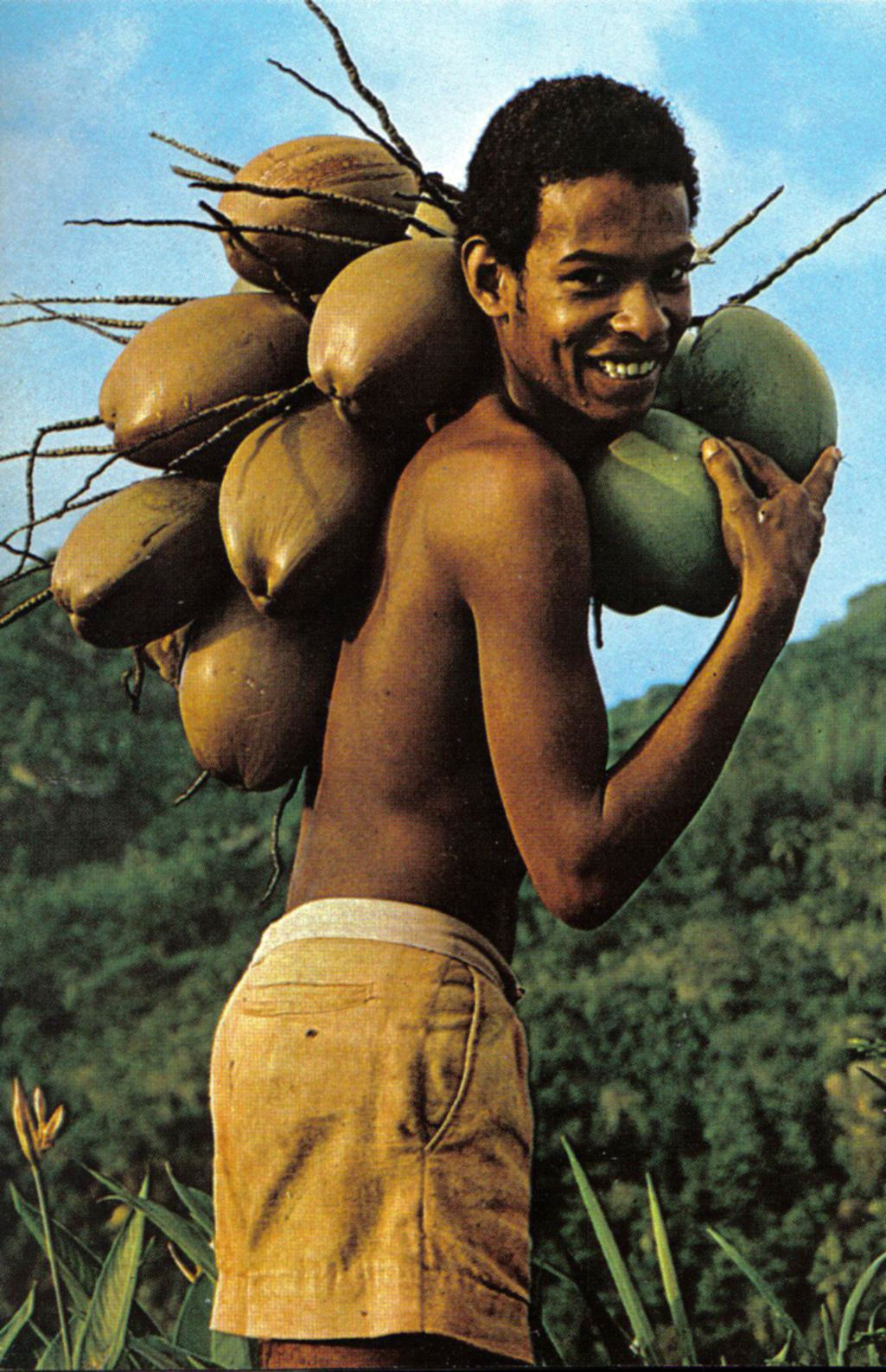
Jongen met kokosnoten

Etnobotanie is de studie van de relatie tussen planten en mensen. Het is afgeleid van 'etno' (studie van mensen) en 'botanie' (studie van planten). Etnobotanie wordt beschouwd als een onderdeel van de etnobiologie. Etnobotanie bestudeert de complexe relaties tussen (gebruik van) planten en culturen. Etnobotanie richt zich op hoe planten werden of worden gebruikt in menselijke samenlevingen en omvat planten gebruikt voor voeding, geneeskunde, voor de bouw, gereedschappen, geld, kleding, rituelen, sociaal leven en muziek.

## Geschiedenis van etnobotanie
Hoewel de term 'etnobotanie' pas in 1895 werd geïntroduceerd door de Amerikaanse botanicus John Harshberger begint de geschiedenis van het vakgebied lang voor die tijd. In 77 voor Christus publiceerde de Griekse chirurg Pedanius Dioscorides De Materia Medica, wat een catalogus was van circa 600 plantensoorten in het Middellandse Zeegebied. Er was informatie in opgenomen over hoe de Grieken de planten gebruikten en dan met name voor geneeskundige toepassingen. Dit geïllustreerde kruidboek bevatte informatie over hoe en wanneer elke plant werd verzameld, eventuele giftigheid, toepassingen en de eventuele eetbaarheid (het bevatte zelfs recepten). Dioscorides benadrukte het mogelijke economische belang van planten. Generaties geleerden studeerden in dit kruidboek, maar waagden zich tot na de Middeleeuwen niet in het veld.

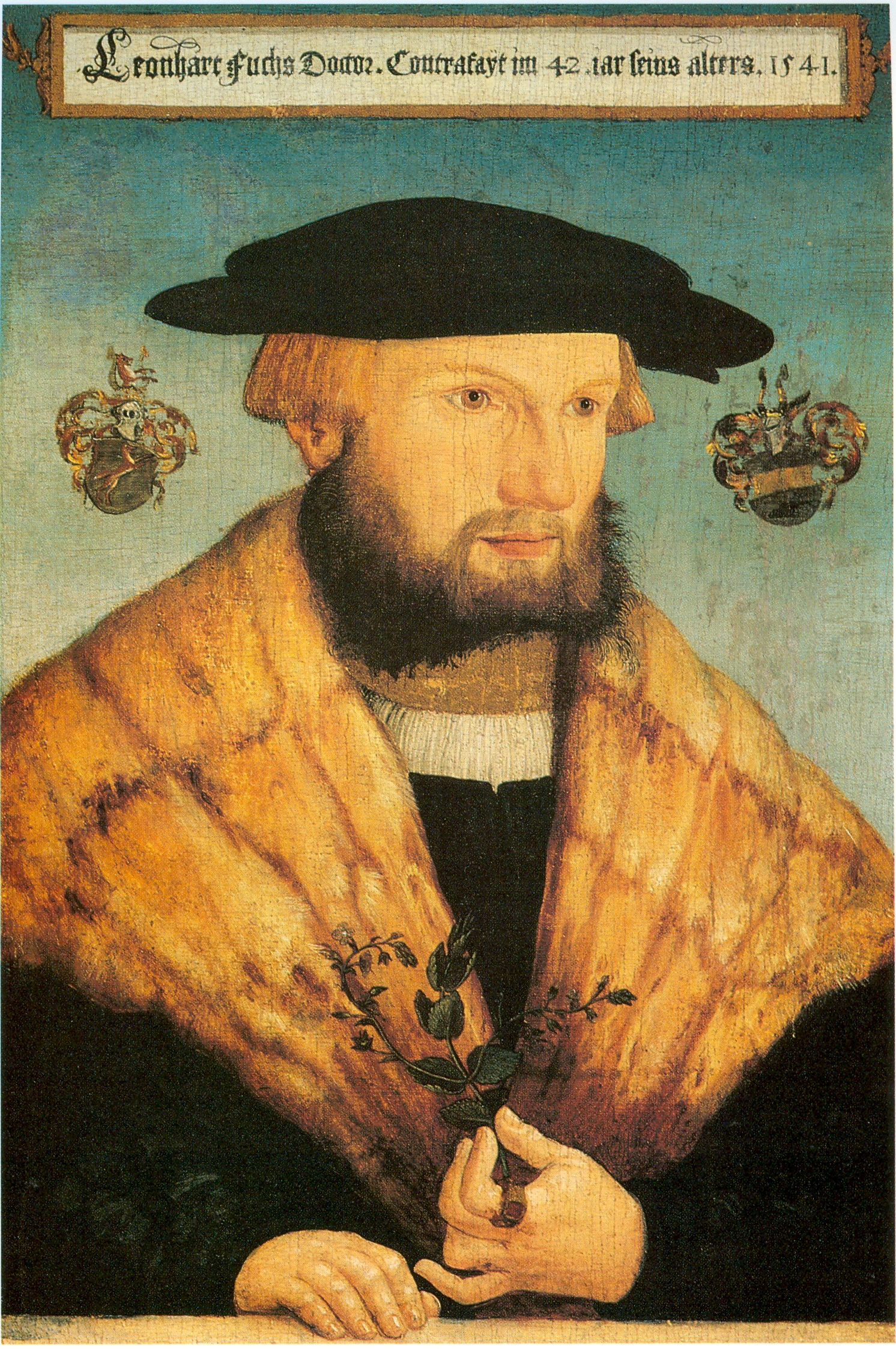
Leonhart Fuchs

In 1542 leidde de renaissancist Leonhart Fuchs de weg terug naar het veld. Zijn De Historia Stirpium beschreef 400 planten die van nature voorkomen in Duitsland en Oostenrijk.
John Ray (1686-1704) gaf de eerste definitie van een “soort” in zijn Historia Plantarum: een soort is een verzameling van individuen die door voortplanting aanleiding geven tot nieuwe individuen die vergelijkbaar zijn met henzelf.
In 1753 publiceerde Carl Linnaeus zijn Species plantarum, waarin informatie was opgenomen over plantensoorten. Linnaeus werd bekend met de introductie van de binomiale nomenclatuur, waarin elke soort (mineraal, plant of dier) een naam uit twee delen krijgt (geslachtsnaam en soortaanduiding).
In de negentiende eeuw vond het hoogtepunt van de botanische ontdekkingsreizen plaats. Alexander von Humboldt verzamelde gegevens van over de hele wereld en James Cook bracht informatie mee van planten uit de zuidelijke Grote Oceaan. In deze tijd werden grote botanische tuinen opgericht zoals de Royal Botanic Gardens, Kew.
Edward Palmer verzamelde van de jaren zestig tot de jaren negentig van de negentiende eeuw artefacten en botanische specimens van mensen in het westen van Noord-Amerika (Grote Bekken) en Mexico.
Toen er genoeg gegevens waren verzameld is de studie van het werkgebied van de inheemse botanie uitgevonden. Inheemse botanie is de studie van de flora die inheemsen gebruiken voor voeding, geneeskunde, weefsels, versieringen et cetera.
De eerste persoon die het emische perspectief van de plantenwereld bestudeerde was de Duitse natuurkundige Leopold Glück die aan het eind van de negentiende eeuw werkte in Sarajevo. Zijn publicatie uit 1896 over traditionele geneeskundige toepassingen van planten door de mensen op het platteland in Bosnië kan worden beschouwd als het eerste moderne etnobotanische werk.
Andere geleerden analyseerden toepassingen van planten met een inheems/lokaal perspectief aan het begin van de twintigste eeuw zoals Matilda Coxe Stevenson (Zuni plants, 1915), Frank Hamilton Cushing (Zuni foods, 1920) en de gezamenlijke aanpak van Wilfred Robbins, J.P. Harrington en Barbara Freire-Marreco (Tewa pueblo plants, 1916).

## Moderne etnobotanie
Aan het begin van de twintigste eeuw verschoof het veld van de etnobotanie van het ruw verzamelen van gegevens naar een grotere methodologische en conceptuele heroriëntatie. Dit was het begin van de academische etnobotanie.
Vandaag de dag vereist het werkgebied van de etnobotanie een aantal vaardigheden: botanische training voor het identificeren en preserveren van plantenspecimens, antropologische training om de culturele concepten rond de perceptie van planten te kunnen begrijpen, maar ook hoe men vragen moet stellen in verschillende culturen (interpersoonlijke vaardigheden verkrijgen), taalkundige trainingen om in ieder geval lokale termen te kunnen transcriberen en inheemse morfologie te kunnen begrijpen, syntaxis en semantiek.
Etnobotanie was aanvankelijk vooral een studie van westerse wetenschappers die naar de derde wereld gingen om daar onderzoek te doen. De resultaten leidden vaak tot patenten voor westerse bedrijven. Meer en meer wensen derdewereldlanden dit type onderzoek echter zelf te doen, en er ook zelf de vruchten van te plukken. Hierover zijn internationaal afspraken gemaakt in onder meer artikel 8 van het Biodiversiteitsverdrag van Rio de Janeiro uit 1992. Daarnaast worden er ook etnobotanische studies in Europa en zelfs in Nederland gedaan.